# Emy Cesaroni
Emy Cesaroni (* 15. April 1952 in Terni, Italien als Emi Cesaroni), deutscher Künstlername Sabrina, ist eine italienische Sängerin.

## Biografie
Cesaroni trat erstmals im Jahr 1968 als Sängerin beim italienischen Festival Fuori la voce in Alassio in Erscheinung und steuerte ein Jahr später das Titellied der 5. Ausgabe der italienischen Fernsehsendung Settevoci bei. 1971 folgte an der Seite von Paola Battista und Brunetta eine Tournee durch Bulgarien.
Am 20. Juli 1972 heiratete sie in Mailand Franco Catullé. Aus der Ehe ging ihre Tochter Tharita Catullé hervor.
Im Jahr 1975 erhielt ihre Karriere in Italien einen Rückschlag, als sie am Sanremo-Festival teilnahm und ihr Lied 1975… amore mio als vermeintliches Plagiat zunächst vom Wettbewerb ausgeschlossen wurde. Der Rechtsstreit zog sich bis ins Jahr 1981, als das Stück offiziell für veröffentlicht erklärt wurde und die Gemeinde Sanremo, als Ausrichter des Festivals, verurteilt wurde, eine Geldstrafe von 10 Millionen Lire zu zahlen.
In der Zwischenzeit versuchte Cesaroni in Deutschland als Sängerin Fuß zu fassen. Dort trat sie in den Jahren 1976 und 1977 unter dem nur für den deutschsprachigen Markt geschaffenen Künstlernamen „Sabrina“ in Erscheinung. Sie stand beim Plattenlabel Polydor unter Vertrag.
In der Episode Der Tod des Trompeters der Kriminalserie Derrick ist das von Peter Thomas geschriebene und von Cesaroni gesungene Lied Ohne dich ist es Nacht zu hören, zu dem die Darstellerin Sabine von Maydell die Lippen bewegte. Die B-Seite der 1976 veröffentlichten Single enthält den ebenfalls von Thomas für diese Derrick-Episode komponierten, rein instrumentalen Song Opium.
In der am 16. April 1977 ausgestrahlten 92. Ausgabe der ZDF-Hitparade trat Cesaroni alias Sabrina mit dem Lied …und du willst gehn auf. Es handelt sich hierbei um die deutsche Version des von der spanischen Interpretin Jeanette gesungenen Nummer-eins-Hits Porque te vas. Die deutsche Version wurde auch von Nina Lizell interpretiert.
Keiner ihrer Songs erzielte nennenswerte Erfolge in den italienischen oder deutschen Charts.
Anfang der 1980er Jahre gab Cesaroni ihre musikalische Karriere auf.

## Diskografie

### Singles

#### Als Emy Cesaroni
- 1969: 10 Iuglio, Lunedi / Fumo nero (Style – STMS 691)
- 1969: Secendo giù / Uragano (Style – STMS 705)
- 1969: Sette giorni / Ragazzo di pietra (Style – STMS 709)
- 1970: Gira gira bambolina / Dolce (Style – STMS 719)
- 1974: Che cosa siamo noi / Adesso tocca a me (Kansas – DM 1168)
- 1975: 1975… amore mio / Momenti (OSI Records – 0002)

#### Als Sabrina
- 1976: Ohne dich ist es Nacht / Opium (Polydor – 2041 721)[7]
- 1977: …und du willst gehn (Porque te vas) / Ich möchte so sein, wie du bist (Polydor – 2041 853)[8]